# هيمنة (علم البيئة)

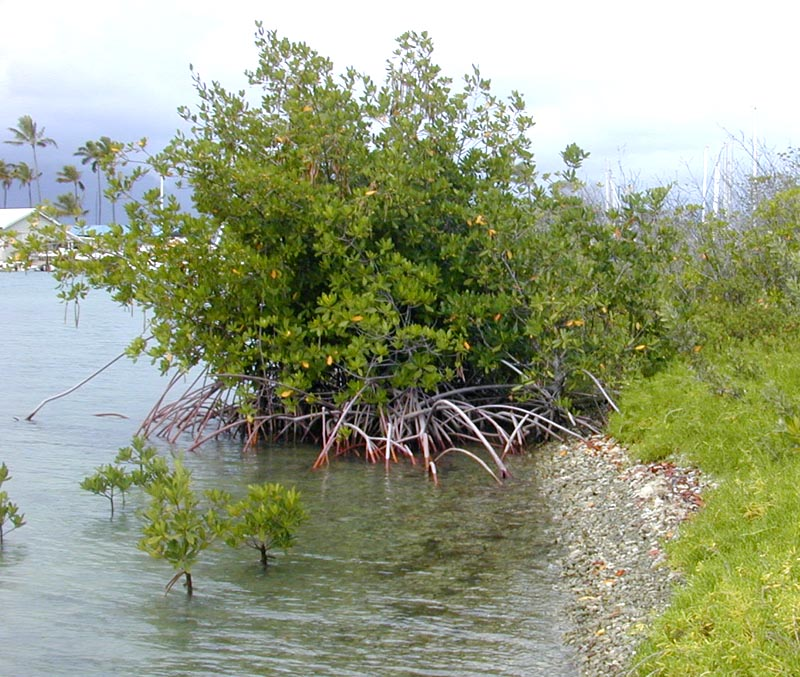
تهيمن حاملات الجذور (أيكة ساحلية) على مستنقعات المد المدارية

الهيمنة البيئية (بالإنجليزية: Ecological dominance)‏ هي درجة تأثير نوع واحد أو عدة أنواع تأثير رئيسي في التحكم في الأنواع الأخرى في مجتمعها البيئي (بسبب حجمها الكبير، أو عددها الفردي، أو إنتاجيتها، أو العوامل ذات الصلة) أو كونها تشكل أكبر نسبة من الكتلة الحيوية. ويمكن أن تتأثر الأنواع تكوينها ووفرتها داخل النظام البيئي بالأنواع السائدة الموجودة.
في معظم النظم البيئية في العالم، لاحظ علماء الأحياء مرارًا وتكرارًا منحنى الوفرة الترتيبية، حيث تشتمل النظم البيئية على عدد قليل من الأنواع الوفيرة بشكل لا يصدق، ولكن الأنواع الأكثر عددًا والأكثر ندرة وقليلة العدد. وصف عالم النبات الدنماركي كريستين سي رونكييه هذه الظاهرة بأنها " توزيع تردد الإشغال " في عام 1918، حيث أدرك أنه في المجتمعات التي يوجد بها نوع واحد يمثل معظم الكتلة الحيوية، غالبًا ما يكون تنوع الأنواع أقل.
من المفهوم أن علماء الأحياء يتوقعون رؤية تأثيرات أكثر عمقًا من تلك الأنواع أكبر في العدد. وقد أضفي عليها الطابع الرسمي لأول مرة على أنها فرضية نسبة الكتلة في ورقة بحثية عام 1998 لعالم البيئة الإنجليزي فيليب جريم [الإنجليزية]، حيث من المتوقع أن يكون للأنواع المهيمنة بيئيًا تأثيرات ساحقة على وظيفة النظام البيئي والعمليات البيئية بسبب كتلتها الحيوية العالية نسبيًا وانتشارها في كل مكان.

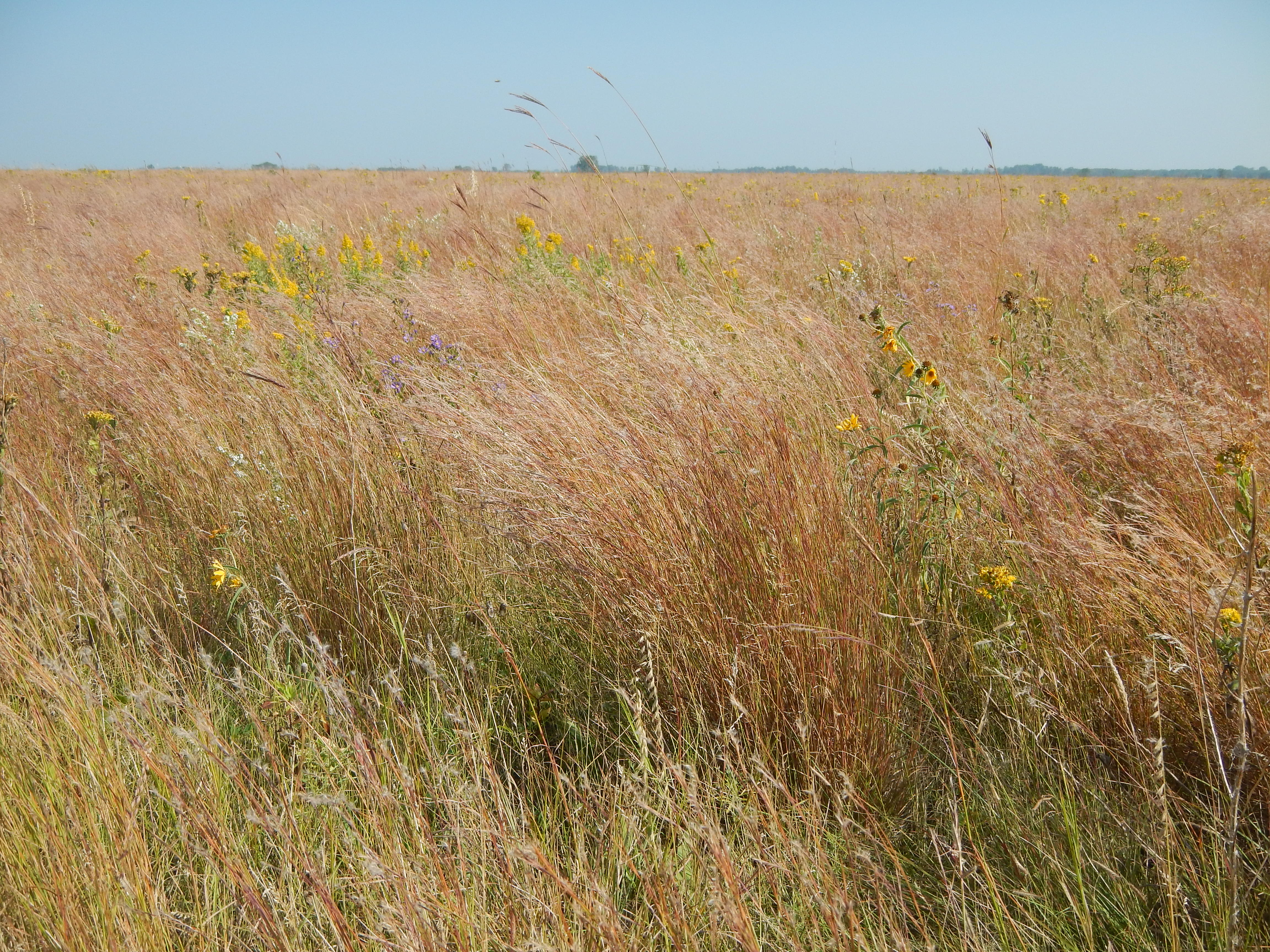
يسيطر سفون سكوباريوم وسفون جيرارد على هذه السهول العشبية الطويلة في ديلورم، مينيسوتا

تحدّد معظم المجتمعات البيئية من خلال الأنواع السائدة.
- في العديد من الأمثلة لأراضي الغابات الشجرية الرطبة في غرب أوروبا، تكون الشجرة السائدة هي ألدر (نغت دبق ).[12]
- في السهول العشبية الطويلة [الإنجليزية] من شمال شرق كانساس، العشب السائد هو (سفون جيرارد).[13][14][15][16]
- في المستنقعات ذات المناخ المعتدل، عادة ما تكون النباتات السائدة هي أنواع طحالب الإسفغنون.[17]
- عادة ما تهيمن أنواع المنغروف (حاملات الجذور) على مستنقعات المد والجزر في المناطق الاستوائية.[18][19]
- تهيمن نجوم البحر الهش على بعض مجتمعات قاع البحر في القطب الشمالي.[20]
- تهيمن الكائنات اللاطئة على الشواطئ الصخرية المكشوفة مثل البرنقيل والبطلينوس.[21]
- يُعتقد أن نملة السلحفاة [الإنجليزية] (نمل الرأس [الإنجليزية]) هي السائدة في مجتمعات النمل الشجري في السيرادو.[22]

## مقاييس لتقييم الهيمنة
يوجد حاليًا عدد قليل من المقاييس المختلفة لتقييم هيمنة الأنواع في النظم البيئية الطبيعية، بما في ذلك مؤشر قيمة الأهمية، والمؤشر التنافسي [الإنجليزية]، ومؤشر أهمية المجتمع [الإنجليزية]، ومؤشر الهيمنة [الإنجليزية].

## مقالات ذات صلة
- تصنيف الغطاء النباتي الوطني [الإنجليزية]، وهو نظام لتصنيف المجتمعات النباتية البريطانية حسب الأنواع السائدة.
- الهيمنة الأحادية [الإنجليزية].